# Shilpi Somaya Gowda
Shilpi Somaya Gowda (née le 9 décembre 1970 à Toronto) est une romancière canadienne.
Elle a été élevée à Toronto où ses parents ont émigré de Bombay. Durant ses études universitaires, elle participe à une mission humanitaire de Childhaven International, dans un orphelinat indien. Cette expérience lui donne la matière de son premier roman, paru en 2010 aux États-Unis chez HarperCollins : La Fille secrète, traduit en français en 2011 ainsi qu'en 24 autres langues, et vendu à plus d'un million d'exemplaires. En 2015, elle publie Un Fils en or, traduit en français en 2016.
Shilpi S. Gowda est titulaire d'un MBA de l'Université Stanford et d'une licence en économie de l'Université de Caroline du Nord à Chapel Hill. Elle vit désormais à San Francisco, en Californie. Elle écrit régulièrement dans le New York Times, USA Today et IndieBound.